# Planckov tlak
Planckov tlak (oznaka {\displaystyle p_{P}\,}) je izpeljana enota v Planckovem sistemu enot.

## Definicija
Planckov tlak se izračuna na naslednji način:
{\displaystyle p_{P}={\frac {F_{P}}{l_{P}^{2}}}={\frac {c^{7}}{\hbar \kappa ^{2}}}}
kjer je 
- {\displaystyle F_{P}\,} Planckova sila
- {\displaystyle c\,} hitrost svetlobe v vakuumu
- {\displaystyle \hbar \,} reducirana Planckova konstanta
- {\displaystyle \kappa \,} gravitacijska konstanta
- {\displaystyle l_{P}\,} Planckova dolžina.

## Lastnosti
Velikost Planckovega tlaka je 
{\displaystyle p_{P}\approx 4,63309.10^{1}13\,} Pa.